# Barış Uygur
Barış Uygur (geboren 1978 in Eskişehir) ist ein türkischer Schriftsteller, Journalist und Drehbuchautor.

## Leben
Uygur wuchs in Istanbul auf und ging auf ein Gymnasium im Stadtviertel Cağaloğlu, in dem seit jeher viele Buch- und Zeitschriftenverlage ansässig sind. Bereits als 16-Jähriger begann er für diverse Zeitschriften zu arbeiten. Er studierte zunächst Kommunikationswissenschaft (Fernsehen, Radio und Kino) mit Abschluss 2003 und im Zweitstudium von 2006 bis 2012 Geschichtswissenschaft an der liberalen Bilgi-Privatuniversität in Istanbul. Für kurze Zeit zwischendurch war er Zeitungsredakteur sowie Musikproduzent und Gründer eines Indie-Musiklabels namens „Peyote“. Im Jahr 2007 wurde er Mitbegründer und Mitherausgeber der populären wöchentlichen Satire- und Karikatur-Zeitschrift „Uykusuz“ (türkisch:Schlaflos), mit rund 70.000 verkauften Exemplaren das meistgekaufte konzernunabhängige Wochenblatt der Türkei. Von 2008 bis 2012 schrieb er neben dem Zweitstudium Drehbücher für das türkische Fernsehen.
Im Jahr 2012 erschien sein Debütroman, der seit 2014 auch auf Deutsch vorliegt. Ebenso wie der zweite Humor-Kriminalroman dreht er sich um den ehemaligen Polizisten Süreyya Sami.
Barış Uygur lebt und arbeitet in Istanbul.

## Werke
- Rendezvous auf dem Friedhof Feriköy, Roman. (Feriköy mezarlığı'nda randevu) aus dem Türkischen von Monika Demirel, Binooki Verlag, Berlin 2014. ISBN 978-3-943562-30-9
- Flucht aus dem Höllenhof, Roman. (Cehennem çiftliğinden kaçış) aus dem Türkischen von Monika Demirel, Binooki Verlag, Berlin 2015. ISBN 978-3-943562-43-9

## Belege
1. ↑  Spiegel online vom 16. April 2016
2. ↑  Autorenprofil Barış Uygur (Memento des Originals vom 14. April 2016 im Internet Archive)  Info: Der Archivlink wurde automatisch eingesetzt und noch nicht geprüft. Bitte prüfe Original- und Archivlink gemäß Anleitung und entferne dann diesen Hinweis. Binooki Verlag

| Personendaten    | Personendaten                                           |
| ---------------- | ------------------------------------------------------- |
| NAME             | Uygur, Barış                                            |
| KURZBESCHREIBUNG | türkischer Schriftsteller, Journalist und Drehbuchautor |
| GEBURTSDATUM     | 1978                                                    |
| GEBURTSORT       | Eskişehir                                               |